# Grand-Champ
Grand-Champ (bret. Gregam) – miejscowość i gmina we Francji, w regionie Bretania, w departamencie Morbihan.
Według danych na rok 1990 gminę zamieszkiwało 3897 osób, a gęstość zaludnienia wynosiła 58 osób/km² (wśród 1269 gmin Bretanii Grand-Champ plasuje się na 121. miejscu pod względem liczby ludności, natomiast pod względem powierzchni na miejscu 27.).